# یازدهمین ساعت
فیلم مستند یازدهمین ساعت در سال ۲۰۰۷ با تهیه‌کنندگی لئوناردو دی‌کاپریو ساخته شد. این هنرپیشه مشهور، نقش روایتگر و مصاحبه کننده را در این فیلم دارد.
این فیلم در سال ۲۰۰۷ در جشنواره فیلم کن شرکت کرد، یعنی درست یک سال پس از زمانی که ال گور با مستند حقیقت ناخوشایند، توجه جهانیان را به مسئله گرم شدن زمین، جلب کرد.
در این فیلم با افراد مشهوری در حوزه مختلف گفتگو می‌شود، از میخائیل گورباچف آخرین رئیس جمهور شوروی تا استیون هاوکینگ و از وانگاری ماتای -برنده جایزه نوبل- گرفته تا پل هاوکن روزنامه‌نگار.